# Comté de Richmond (Québec)
Pour les articles homonymes, voir Comté de Richmond.
Le comté de Richmond était un comté municipal du Québec ayant existé entre 1855 et le début des années 1980. Le territoire qu'il couvrait fait aujourd'hui partie de la région de l'Estrie et est compris principalement dans la  MRC du Val-Saint-François, et en moindre part dans la MRC des Sources et dans la ville de Sherbrooke. Son chef-lieu était la ville de Richmond.
Le nom du comté provient de la ville de Richmond, elle-même nommée ainsi vers 1820 en l'honneur du gouverneur Charles Lennox, duc de Richmond. 

## Municipalités situées dans le comté
- Asbestos

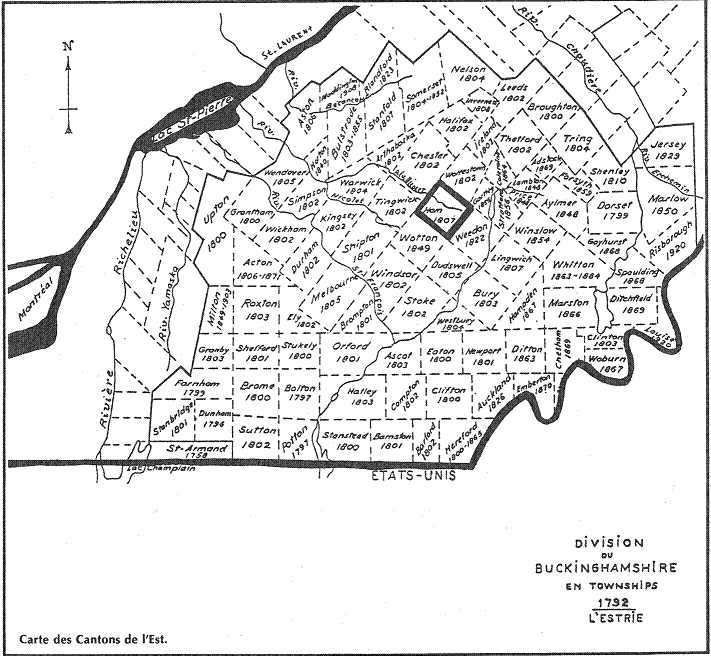
Carte des cantons de l'est, incluant ceux qui ont formé le comté de Richmond

- Brompton (municipalité de canton), fusionnée à Bromptonville en 1998
- Bromptonville, fusionné à Sherbrooke en 2002
- Cleveland
- Danville
- Kingsbury
- Melbourne
- New Rockland (fusionné à Kingsbury en 1926[3])
- Richmond
- Saint-Claude
- Saint-Denis-de-Brompton
- Saint-François-Xavier-de-Brompton
- Saint-Georges-de-Windsor
- Saint-Grégoire-de-Greenlay (fusionné à Windsor en 1999)[4]
- Shipton, fusionné à Danville en 1999
- Stoke
- Windsor (appelé Windsor Mills de 1876 à 1914)
- Windsor (municipalité de canton), renommée Val-Joli en 1991[5]

## Description
Le comté a été formé de six cantons: Melbourne, Shipton, Cleveland (détaché de Shipton), Brompton, Windsor et Stoke.